# 八木浩
八木 浩（やぎ ひろし、1927年 - 1986年4月4日）は、日本のドイツ文学者、詩人。元大阪外国語大学教授。

## 人物
大阪府生まれ。1946年大阪明星高校卒業。1950年京都大学文学部独文学専攻卒業。1952年大阪外国語大学講師、助教授、教授（1972年）。
大阪外国語大学学生課長、同付属図書館長。日本独文学会理事、阪神ドイツ文学会幹事、クヴェレ会（ドイツ文学研究グループ）会員。劇団「潮流」、劇団「どろ」と協同活動、ワイマル友の会会長、日本原水協全国理事、大阪原水協理事長、大阪平和を守る会理事。

## 著書
- 『折にふれて  詩集』 1975年
- 『宇宙と地球 詩集』高槻文庫 1983年
- "Lesestücke zur deutschen Literatur- und Sprachgeschichte" (ドイツ文学・語学史)  芸林書房 1979年
- 『詩と演劇―ブレヒトと現代ドイツ文学』三修社 1987年

### 共編著
- 『R・シュトラウス (大音楽家・人と作品) 』安益泰共著、音楽之友社 1964
- 『文学の基礎理論 ドイツ文学の座標から』片山良展、三木正之共編著 ミネルヴァ書房 1974年
- 『ハイネとその時代 井上正蔵記念論文集』井上正蔵記念論文集刊行委員会編、朝日出版社 1977年
- 『ビューヒナーと現代  吉田次郎先生退職記念論集』下程息共編、関西学院大学文学部独文科下程研究室 1979年
- 『ブレヒト  叙事詩的演劇の発展』奥田賢、吉安光徳共編、クヴェレ会 1980年
- 『カフカと現代日本文学』有村隆広共編 同学社 1985年

### 翻訳
- クルト・リース『フルトヴェングラー 音楽と政治』芦津丈夫共訳 みすず書房 1959年
- ハンス・カウフマン『ドイツ現代文学批判』長橋芙美子、梶野啓他共訳 ミネルヴァ書房 1970年
- ハンス・カウフマン『ハイネ 詩と精神の展開』梶野啓共訳 ミネルヴァ書房 1973年
- 『ブレヒト転機の書』講談社 1975年
- マルクス・エンゲルス『文学論』浦野春樹共訳　郁文堂　1975年
- 『現代ドイツ短編集』道家忠道他共訳　三修社　1980年
- 『ゲオルク・フォルスター作品集 世界旅行からフランス革命へ』芳原政弘他共訳 三修社 1983年

## 参考
- [ISBN　978-4-622-07427-4]
- 『人物物故大年表』